# Ucraini di Romania
Gli ucraini di Romania (Українці in lingua ucraina) sono uno dei gruppi etnici minoritari della Romania che, secondo il censimento del 2011, conta 50.900 persone (61.350 secondo censimento 2002) circa lo 0,3% della popolazione totale.

## Descrizione
Gli ucraini sono presenti nelle regioni settentrionali della Romania, al confine con l'Ucraina. La maggior parte di essi vive nel distretto di Maramureș, con il 6,67% della popolazione totale. Altra zona con significativa presenza di ucraini è il distretto di Suceava (8.506 persone) e il distretto di Timiș (7.261 persone). Nel distretto di Tulcea vengono censiti 1.279 ucraini. In 12 comuni della Romania, gli ucraini costituiscono la maggioranza della popolazione.
Come minoranza etnica riconosciuta ufficialmente, gli ucraini di Romania hanno un seggio assicurato alla Camera Deputaților. Ștefan Tcaciuc ha occupato tale seggio dal 1990 fino al 2005 anno della sua morte; in seguito il seggio è stato occupato da Ștefan Buciuta e, dalle elezioni parlamentari del 9 dicembre 2012 il posto è stato occupato dall'avvocato Ioan Maricico. Il liceo "Taras Șevcenko" di Sighetu Marmației è dedicato alla minoranza ucraina, ed è in lingua ucraina.
In alcune regioni il termine "ucraino" è sostituito da nomi alternativi: "rusini", "ruteni" (a Maramureș, Bucovina, Banato e Crișana), "huțuli" (nelle zone montuose della Bucovina) o "haholi" (Dobrugia). In altre zone vengono chaiamti "ruși" (russi) o "rusnaci" (non in senso dispregiativo), per riconoscerli come slavi orientali. 
Alcune località del nord nei Carpaților Răsăriteni portano il nome derivato da "rus": Ruscova, Rușii Bârgăului, Rus, Câmpulung Rusesc, Rușii-Munți, Rușii-Mănăstioara etc.